# Ковшук-Бекман, Михаил Фомич
Михаил Фомич Ковшук-Бекман (1898, Камень-Шляхетский, Гродненская губерния — 10 января 1971, Москва) — начальник управления МГБ по Красноярскому краю, генерал-майор (1945).

## Биография
Михаил Фомич Ковшук-Бекман родился в 1898 году в селе Камень-Шляхецкое (ныне — Октябрь в Кобринском районе Брестской области).
Окончил народное училище. Член РКП(б) с 1919. С того же года в органах ВЧК-ОГПУ-НКВД Татарии, Восточной Сибири, Воронежской области. Во время чистки партии характеризовался как грубиян. Окончил Казанские юридические курсы в 1925. С 1937 на ответственных постах в центральном аппарате НКВД СССР. С 3 мая по 21 августа 1940 начальник 11-го отделения 1-го отдела Транспортного управления НКВД, затем до 27 февраля 1941 начальник 18-го отделения 1-го отдела этого управления. До 22 апреля 1941 возглавлял Пятый отдел Третьего управления НКГБ СССР. В 1941 начальник Управления НКВД по Новосибирской области, арестовал много людей, в том числе руководство строительства Сибсельмаша, вскрыл так называемые «молодёжную террористическую группу» и несколько «диверсионных организаций». С 30 декабря 1941 по 12 апреля 1942 в распоряжении народного комиссара внутренних дел. С 12 апреля 1942 по 7 мая 1943 начальник 4-го отдела Экономического управления НКВД. В 1943—1948 начальник Управления НКГБ—МГБ по Красноярскому краю. С июля 1948 на пенсии.

### Звания
- 22.10.1940, капитан государственной безопасности;
- 06.09.1941, майор государственной безопасности;[3]
- 14.02.1943, полковник государственной безопасности;
- 03.10.1944, комиссар государственной безопасности;
- 09.07.1945, генерал-майор.

### Награды
За заслуги перед Родиной М. Ф. Ковшук-Бекман был награждён боевым оружием «Маузер», именными часами, орденами Ленина, Красного Знамени, Красной Звезды, медалями «За победу над Германией в Великой Отечественной войне 1941—1945 гг.», «За оборону Кавказа», «За доблестный труд в Великой Отечественной войне», «30 лет Советской Армии и Флота», знаком «Почётный чекист».